# Heiligenstein
Heiligenstein là một xã thuộc tỉnh Bas-Rhin trong vùng Grand Est đông bắc Pháp. Its name means holy rock.